# Apodemia palmeri
Palmer's Metalmark or Gray Metalmark (Apodemia palmeri) là một loài Metalmark butterfly, Riodinidae. Nó được tìm thấy ở miền tây Texas, New Mexico, Arizona, miền nam Utah, miền nam Nevada and miền nam California phía nam đến central México và Baja California.
Sải cánh dài 20–30 mm. Có hai lứa trưởng thành một năm từ tháng 5 đến tháng 9 in Nevada and Utah and multiple generations từ tháng 4 đến tháng 11 in the south.
Ấu trùng ăn Prosopis pubescens and Prosopis glandulosa var. torreyana. Adults feed on flower nectar.